# Jme

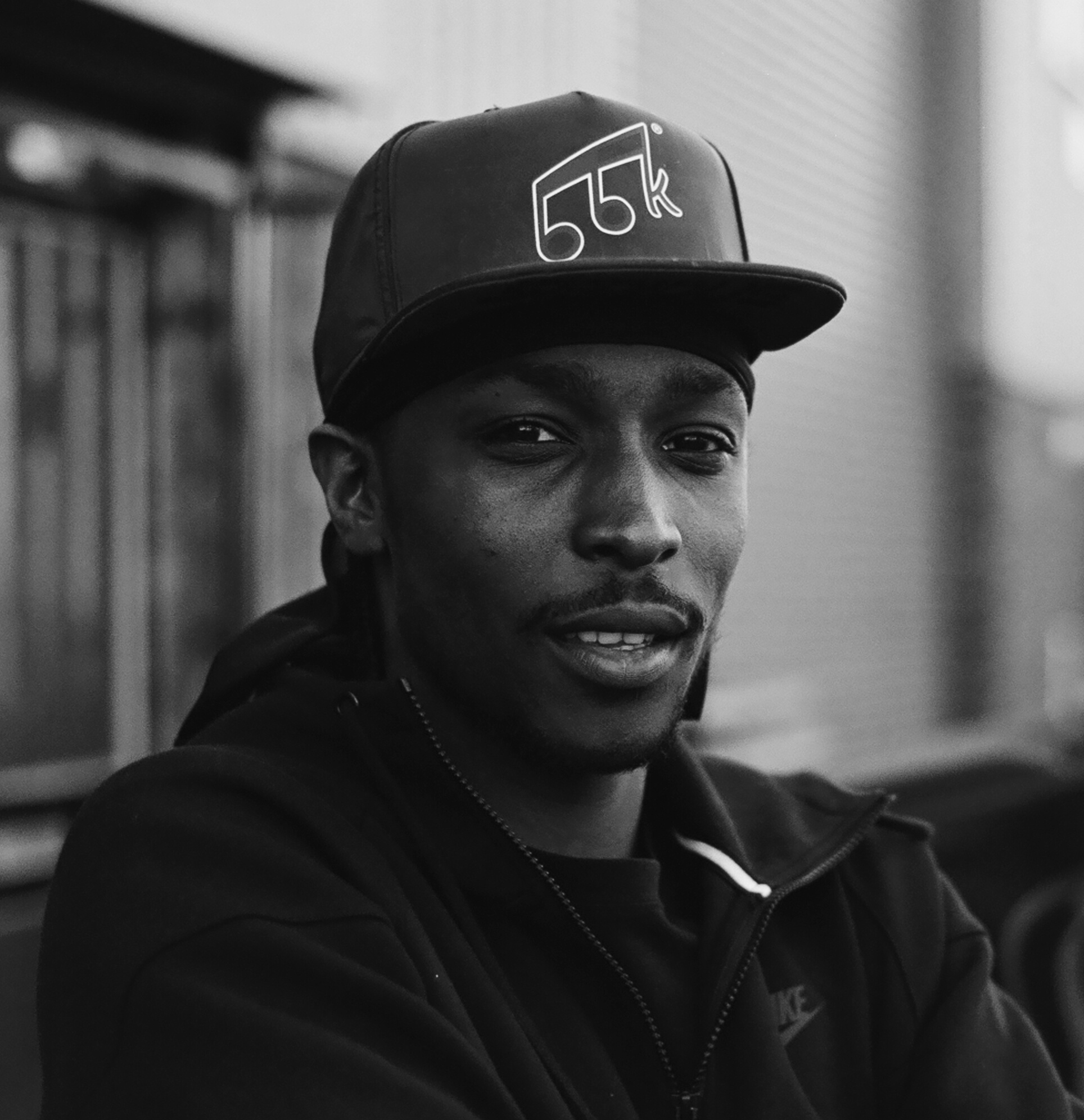
Jme (2015)

Jme (* 4. Mai 1985 in Tottenham, London; wirklicher Name Jamie Adenuga) ist ein britischer Grime-Musiker.

## Biografie
Wie sein Bruder Skepta schloss er sich dem Grime-Label Boy Better Know und dem Kollektiv Roll Deep an. Er veröffentlichte einige Singles bei dem Label und schließlich 2008 sein Debütalbum Famous?.
Erste größere Erfolge hatte Jme 2010. Die Single Sidetracked mit Unterstützung von Wiley wurde ein Achtungserfolg und mit seinem zweiten Album Blam! schaffte er es sogar auf Platz 66 der UK-Albumcharts.

## Diskografie

### Alben
| Jahr | Titel     | Höchstplatzierung, Gesamtwochen, AuszeichnungChartsChartplatzierungen (Jahr, Titel, Platzierungen, Wochen, Auszeichnungen, Anmerkungen) | Anmerkungen                             |
| Jahr | Titel     | UK | Anmerkungen                             |
| ---- | --------- | --- | --------------------------------------- |
| 2010 | Blam!     | UK66 (1 Wo.)UK | Erstveröffentlichung: 4. Oktober 2010   |
| 2015 | Integrity | UK12 Gold · (4 Wo.)UK | Erstveröffentlichung: 4. Mai 2015       |
| 2019 | Grime MC  | UK26 (3 Wo.)UK | Erstveröffentlichung: 29. November 2019 |

Weitere Alben
- 2008: Famous?

### Kompilationen
- 2011: History

### Mixtapes
- 2006: Boy Better Know – Edition 1: Shh Hut Yuh Muh
- 2006: Boy Better Know – Edition 1: Shh Hut Yuh Muh
- 2006: Boy Better Know – Edition 2: Poomplex
- 2006: Boy Better Know – Edition 3: Derkhead
- 2006: Boy Better Know – Edition 4: Tropical
- 2011: Boy Better Know – Tropical 2
- 2015: Jme – 48 Hour Mixtape

### Singles
| Jahr | Titel Album              | Höchstplatzierung, Gesamtwochen, AuszeichnungChartsChartplatzierungen (Jahr, Titel, Album, Platzierungen, Wochen, Auszeichnungen, Anmerkungen) | Anmerkungen                              |
| Jahr | Titel Album              | UK | Anmerkungen                              |
| --- | ------------------------ | --- | ---------------------------------------- |
| 2012 | 96 F**Kries Integrity    | UK41 Silber · (1 Wo.)UK | Erstveröffentlichung: 15. Januar 2012    |
| 2012 | Murking Integrity        | UK90 (1 Wo.)UK | Erstveröffentlichung: 17. Juni 2012      |
| 2013 | If You Don’t Know –      | UK97 (1 Wo.)UK | Erstveröffentlichung: 24. Februar 2013   |
| 2013 | Integrity                | UK82 (1 Wo.)UK | Erstveröffentlichung: 29. September 2013 |
| Folgende Lieder erschienen nicht als Single, wurden aber durch das Album zum Download und Streaming bereitgestellt und konnten somit eine Platzierung erlangen: |                          | |                                          |
| |                          | |                                          |
| 2015 | Man Don’t Care Integrity | UK100 Platin · (1 Wo.)UK | feat. Giggs                              |

Weitere Singles
- 2009: Over Me
- 2010: Sidetracked (feat. Wiley)
- 2010: CD Is Dead (feat. Tempa T)
- 2011: JME
- 2013: Banger (feat. Wiley)
- 2013: Work
- 2013: T.R.O.N
- 2014: Taking Over? (It Ain’t Working)
- 2015: Say Nada (UK: Silber)

### Als Gastmusiker
| Jahr | Titel Album                          | Höchstplatzierung, Gesamtwochen, AuszeichnungChartsChartplatzierungen (Jahr, Titel, Album, Platzierungen, Wochen, Auszeichnungen, Anmerkungen) | Anmerkungen                                                                       |
| Jahr | Titel Album                          | UK | Anmerkungen                                                                       |
| --- | ------------------------------------ | --- | --------------------------------------------------------------------------------- |
| 2011 | Pow 2011 Best of Bizzle              | UK33 (2 Wo.)UK | Lethal Bizzle feat. JME, Wiley, Chipmunk, Face, P Money, Ghetts & Kano            |
| 2012 | Can You Hear Me (Ayayaya) The Ascent | UK3 Platin · (19 Wo.)UK | Erstveröffentlichung: 19. Oktober 2012 Wiley feat. Skepta, Jme & Ms D             |
| 2014 | German Whip I Am London              | UK13 Silber · (4 Wo.)UK | Meridian Dan feat. Big H & Jme                                                    |
| 2014 | That’s Not Me Konnichiwa             | UK21 Platin · (3 Wo.)UK | Erstveröffentlichung: 13. April 2014 Skepta feat. Jme                             |
| 2014 | RariWorkOut –                        | UK11 Silber · (3 Wo.)UK | Erstveröffentlichung: 31. August 2014 Lethal Bizzle feat. Jme & Tempa T           |
| 2015 | Keep Up                              | UK45 (4 Wo.)UK | Erstveröffentlichung: 1. November 2015 KSI feat. Jme                              |
| 2020 | Red Card The Familiar Stranger       | UK58 (2 Wo.)UK | Erstveröffentlichung: 1. September 2020 Frisco feat. Skepta, Jammer, Jme & Shorty |
| 2022 | Christmas Drillings –                | UK3 (5 Wo.)UK | Erstveröffentlichung: 5. Dezember 2022 Sidemen feat. Jme                          |
| Folgende Lieder erschienen nicht als Single, wurden aber durch das Album zum Download und Streaming bereitgestellt und konnten somit eine Platzierung erlangen: |                                      | |                                                                                   |
| |                                      | |                                                                                   |
| 2019 | Pull Up New Age                      | UK94 (1 Wo.)UK | KSI & Randolph feat. Jme                                                          |